# Yoraperla uchidai
Yoraperla uchidai är en bäcksländeart som beskrevs av Bill P.Stark och C.Riley Nelson 1994. Yoraperla uchidai ingår i släktet Yoraperla och familjen Peltoperlidae. Inga underarter finns listade i Catalogue of Life.